# Об'єднана конвенція про безпеку поводження з відпрацьованим паливом та про безпеку поводження з радіоактивними відходами
Об'єднана конвенція про безпеку поводження з відпрацьованим паливом і про безпеку поводження з радіоактивними відходами — підписаний Міжнародним агентством з атомної енергії (МАГАТЕ) договір. Це перша угода, яка стосується радіоактивних відходів поводження у глобальному масштабі.

## Вміст
Держави, які ратифікували Конвенцію, погоджуються керуватися положеннями Конвенції щодо зберігання ядерних відходів, включаючи транспортування та розташування, проектування та експлуатацію сховищ.
Конвенція реалізує зустрічі держав-учасниць, які розглядають виконання державами Конвенції. Четверта нарада з розгляду відбулася в 2012 році. Підсумковий звіт із наради та посилання на національні звіти країн-учасниць доступні на веб-сайті МАГАТЕ.

## Держави-учасники
Конвенцію було укладено у Відні, Австрія, 29 вересня 1997 року та набрала чинності 18 червня 2001 року. Його підписали 42 держави. Станом на березень 2016 року до неї входить 71 держава-учасниця, а також Європейське співтовариство з атомної енергії. Ліван і Філіппіни підписали Конвенцію, але не ратифікували її.
Учасниками Конвенції є наступні. Держави, виділені жирним шрифтом, мають принаймні одну діючу атомну електростанцію.
- (розширено на )
- Європейська спільнота з атомної енергії